# Denislawa Gluschkowa
Denislawa Gluschkowa (bulgarisch Денислава Глушкова, englisch Denislava Glushkova; * 8. Januar 2004) ist eine bulgarische Tennisspielerin.

## Karriere
Gluschkowa spielt bislang vorrangig Turniere der ITF Women’s World Tennis Tour, wo sie bisher fünf Titel im Einzel gewinnen konnte.
2022 trat sie bei allen vier Grand-Slam-Turnieren in den Juniorinnenwettbewerben im Einzel und Doppel an, erreichte aber nur bei den Australian Open im Juniorinneneinzel und in Wimbledon im Juniorinnendoppel das Achtelfinale.

## Turniersiege

### Einzel
| Nr. | Datum             | Turnier | Kategorie | Belag     | Finalgegnerin     | Ergebnis  |
| --- | ----------------- | ------- | --------- | --------- | ----------------- | --------- |
| 1.  | 9. Oktober 2022   | Sosopol | ITF W25   | Hartplatz | Marija Bondarenko | 6:3, 6:3  |
| 2.  | 12. März 2023     | Antalya | ITF W15   | Sand      | Natalija Senić    | 6:2, 6:4  |
| 3.  | 17. März 2024     | Antalya | ITF W15   | Sand      | Denisa Hindová    | 6:4, 7:64 |
| 4.  | 24. März 2024     | Antalya | ITF W15   | Sand      | Luna Vujović      | 6:4, 6:4  |
| 5.  | 15. Dezember 2024 | Antalya | ITF W15   | Sand      | Natalija Senić    | 6:4, 6:0  |